# Kobierzec turkmeński

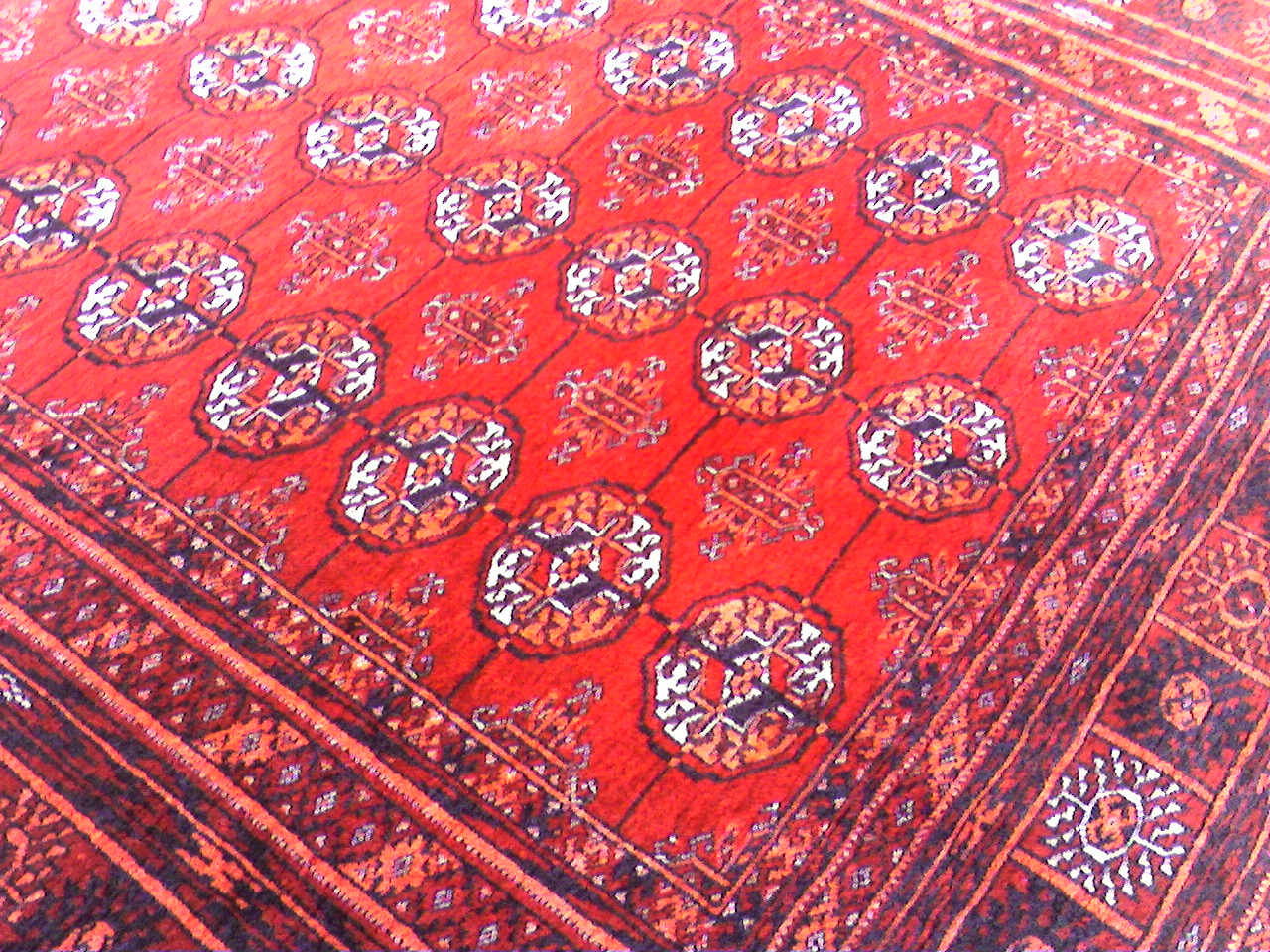
Turkmeński kobierzec ze wzorem Buchara charakterystycznym dla ludu Teke

Kobierzec turkmeński – kobierzec wyrabiany z owczej wełny na terenie Turkmenistanu. Kobierce tego typu wiązane są zwykle węzłem senneh, bardzo gęsto i starannie, wyróżniają się tonacją barw (gł. czerwieni zestawionych z głębokimi błękitami) i małymi motywami geometrycznymi: gwiazdy, wielokąty, boteh i in. Do grupy kobierców turkmeńskich należą m.in. afgan i buchara. Charakterystyczna jest odmiana modlitewnika, zwanego haczlu, w którym prostokątne pole miharbu podzielone jest szerokimi pasami na cztery wycinki przypominające krzyż; zwieńczenie miharbu stanowi schematyczny zarys domu.
Wzory kobierców turkmeńskich znalazły się m.in. na okładzinach pomnika Włodzimierza Lenina w Aszchabadzie.